# عبد الجبار عباس
عبد الجبار عباس (1933-3 ديسمبر 1996)، ممثل عراقي، انتمى لفرقة المسرح الفني الحديث المشهورة والعريقة في العراق.

## مسيرته
شارك في ابرز اعمالها نذكر منها: (النخلة والجيران)، (بغداد الازل بين الجد والهزل)، (الخان)، (البستوكة) وغيرها من الأعمال المسرحية، وكذلك الأعمال التلفزيونية التي اشترك بها: (تحت موس الحلاق) و (كاسب كار) وغيرها، ومن الأعمال السينمائية التي اشترك بها نذكر منها: فيلم (المنعطف - 1975) و (فائق يتزوج - 1984) وغيرها من الأعمال السينمائية العراقية، ويعتبر من رواد المسرح العراقي. توفي في تسعينات القرن الماضي. بعد أن ترك ارثا فنيا.

## مسرحياته
- النخلة والجيران.
- البستوكة.
- بغداد الهزل بين الجد والهزل.
- الخان.

## أفلامه
- المنعطف.
- فائق يتزوج.

## أعماله التلفزيونية
- مسلسل (تحت موس الحلاق).
- مسلسل كرتون سنان (أنمي) بدور زعبور [2]
- افتح يا سمسم (برنامج) أدى شخصيتين هما عبدو ونوري [2]
- مسلسل (كاسب كار).